# 캐리비안의 해적: 세상의 끝에서
《캐리비안의 해적: 세상의 끝에서》(영어: Pirates of the Caribbean: At World's End)은 2007년 개봉한 영화로 캐리비안의 해적 시리즈의 세 번째 영화다. 주요 등장 인물로는 캡틴 잭 스패로우(조니 뎁 출연), 윌 터너(올랜도 블룸 출연), 엘리자베스 스완(키이라 나이틀리 출연) 등이 있다.

## 줄거리
현재 바다를 장악한 영주 커틀러 베켓은 포트 로열에서 해적질과 관련된 모든 사람을 처형하고 데이비 존스에게 모든 해적선을 파괴하고 크라켄을 죽이도록 명령한다. 사형수들은 깃발을 올려라를 부르며 전 세계 9명의 해적 영주를 난파선의 만에 소집하여 베켓이 가하는 위협에 대처하기 위해 형제 법정을 열도록 강요한다. 잭 스패로 해적 영주는 데이비 존스의 사물함으로 끌려가기 전까지 후계자를 지명하지 않았기 때문에, 헥터 바르보사, 윌 터너, 엘리자베스 스완, 티아 달마, 그리고 블랙 펄의 살아남은 선원들은 그를 구출하기 위해 계획을 세운다. 싱가포르에서 선원들은 데이비 존스의 사물함으로 가는 항해 지도를 소유한 해적 영주 사오 펭을 만나고, 그들은 동인도 무역 회사의 공격을 받는다. 전투 중 윌은 은밀히 잭을 펭에게 넘겨주는 대가로 블랙 펄을 얻겠다고 약속하고, 이를 이용하여 그의 아버지인 "부츠스트랩 빌" 터너를 플라잉 더치맨 호에서 구출할 계획이다.
선원들은 데이비 존스의 사물함으로 건너가 잭을 구출하고 블랙 펄을 회수한다. 떠나는 동안 그들은 베켓에 의해 처형된 엘리자베스의 아버지 스완 총독을 포함한 죽은 영혼들의 배를 만난다. 칼립소 여신은 데이비 존스에게 바다에서 죽은 영혼들을 다음 세계로 인도하도록 명령했다. 10년마다 그는 자신이 사랑하는 여자와 함께하기 위해 해안으로 나올 수 있었지만, 그의 연인이 그를 만나러 오지 않자 존스는 자신의 목적을 타락시키고 스스로 괴물이 되는 저주를 받았다. 그의 훼손된 심장을 찔러 존스를 죽이는 자는 누구든지 플라잉 더치맨 호의 선장이 되어야 한다.
산 자의 세계로 돌아온 블랙 펄은 신선한 물을 얻기 위해 섬에 정박하지만, 선원들은 사오 펭과 베켓의 부하들에게 공격받는다. 잭이 베켓과 은밀히 자신의 자유를 협상하는 동안, 엘리자베스는 자신이 칼립소라고 믿는 펭에게 넘겨지고, 나머지 선원들은 블랙 펄을 타고 난파선의 만으로 향한다. 잭은 플라잉 더치맨 호의 통제권을 장악하려는 계획의 일환으로 윌을 배에서 던져 버린다. 사오 펭은 엘리자베스에게 첫 번째 형제 법정이 그녀의 연인인 데이비 존스가 그녀를 배신한 후 칼립소를 인간의 형태로 묶었다고 말한다. 펭은 베켓을 물리치기 위해 그녀를 풀어줄 계획이다. 펭은 존스의 공격으로 부상을 입고 죽기 전에 엘리자베스를 해적 영주 후계자로 지명한다. 엘리자베스와 선원들은 플라잉 더치맨 호의 감옥에 갇히고, 그곳에서 그녀는 부츠스트랩 빌이 플라잉 더치맨 호의 저주에 갇혀가는 것을 발견한다. 제임스 노링턴 제독은 플라잉 더치맨 호에서 엘리자베스와 그녀의 선원들을 풀어주지만, 미쳐버린 부츠스트랩 빌에게 살해당한다.
윌은 베켓에게 구출되고 존스에게 잭이 사물함에서 탈출했다는 사실을 알리며, 그 과정에서 존스가 첫 번째 법정이 칼립소(티아 달마로 밝혀짐)를 감금할 수 있게 했다는 것을 알게 된다. 블랙 펄은 난파선의 만에 도착하고, 그곳에서 바르보사는 형제 법정에게 칼립소를 풀어주도록 설득하려고 하지만 엘리자베스는 베켓에게 맞서 싸우라고 요구한다. 규정의 관리자 티그 선장은 법정에게 오직 선출된 해적왕만이 전쟁을 선포할 수 있다고 알린다. 교착 상태를 피하기 위해 잭은 엘리자베스에게 투표하여 그녀를 왕으로 만든다. 엘리자베스, 잭, 바르보사, 베켓, 존스, 윌은 협상하여 잭을 위해 윌을 교환한다. 바르보사는 칼립소를 풀어주지만, 윌이 존스의 배신을 그녀에게 폭로하자 칼립소는 사라지며 대회오리를 소환하고 어느 쪽도 돕기를 거부한다.
블랙 펄과 플라잉 더치맨 호는 대회오리 속에서 전투를 벌인다. 전투 중에 엘리자베스와 윌은 바르보사에 의해 결혼한다. 플라잉 더치맨 호에서 잭과 존스는 존스의 심장을 두고 결투한다. 존스가 윌에게 치명적인 상처를 입히자 잭은 윌이 심장을 찌르도록 도와 존스를 죽인다. 잭과 엘리자베스는 플라잉 더치맨 호에서 탈출하고, 플라잉 더치맨 호는 대회오리 속으로 가라앉는다. 베켓의 배인 인데버 호가 블랙 펄과 교전하는 동안, 플라잉 더치맨 호는 바다에서 솟아오르고, 이제 윌이 선장이고 선원들은 존스의 저주에서 풀려났다. 두 해적선은 인데버 호를 파괴하여 베켓을 죽이고, 그의 함대는 퇴각한다. 윌은 바다에서 길을 잃은 영혼들을 다음 세계로 인도할 의무를 지게 되고, 그와 엘리자베스는 서로에게 작별을 고한다. 윌은 플라잉 더치맨 호를 타고 떠나고, 엘리자베스는 임신한 채로 그의 심장이 담긴 상자를 가지고 남는다. 바르보사는 젊음의 샘을 찾기 위해 다시 블랙 펄을 훔치지만, 잭이 펭의 지도를 훔쳤다는 것을 알게 된다. 잭은 토르투가에서 작은 배를 타고 샘을 찾아 떠난다.
쿠키 영상에서 10년 후, 엘리자베스와 그녀의 아들은 윌이 플라잉 더치맨 호를 타고 돌아오는 것을 지켜본다.

## 배역
- 조니 뎁 - 잭 스패로우
- 키이라 나이틀리 - 엘리자베스 스완
- 빌 나이 - 데비 존스
- 데이비드 쇼필드 - 머서
- 제프리 러시 - 바르보사
- 주윤발 - 샤오펭
- 케빈 맥널리 - 조샤미 깁스
- 스텔란 스카르스고르드 - 빌 터너
- 조너선 프라이스 - 웨더비
- 잭 대븐포트 - 제임스 노링턴
- 키스 리처즈 - 티그
- 앵거스 바넷 - 멀로이
- 나오미 해리스 - 티아 달마
- 타카요 피셔 - 칭
- 톰 홀랜더 - 베켓
- 자일스 뉴 - 머톡
- 매켄지 크룩 - 라게티
- 리 애런버그 - 핀텔

## 한국어 더빙 성우진(KBS) (2013년 8월 30일)
- 김승준 - 잭 스패로우(조니 뎁)
- 소연 - 엘리자베스 스완(키이라 나이틀리)
- 이봉준 - 데비 존스(빌 나이) / 머서(데이비드 쇼필드)
- 장광 - 바르보사(제프리 러시)
- 김태영 - 윌 터너(올랜도 블룸)
- 신성호 - 사오 펭(주윤발)
- 유해무 - 조샤미 깁스(케빈 맥널리)
- 장승길 - 빌 터너(스텔란 스카르스고르드) / 웨더비 스완(조너선 프라이스)
- 이원준 - 제임스 노링턴(잭 대븐포트)
- 윤세웅 - 티그(키스 리처즈)
- 사성웅 - 멀로이(앵거스 바넷)
- 오인실 - 티아 달마(나오미 해리스) / 칭(타카요 피셔)
- 박영재 - 커틀렛 베켓(톰 홀랜더) / 머톡(자일스 뉴)
- 장민혁 - 라게티(매켄지 크룩)
- 한복현 - 핀텔(리 애런버그)

## 수상 정보
- ASCAP(아메리칸 작곡 & 출판 협회)
  - 올해의 영화 음악 작곡상
  - 액션/어드벤처 영화부분 최우수 오리지널 스코어상
- 니켈로디언 키즈 초이스 어워드 : 좋아하는 남자배우상 (조니 뎁)
- MTV 무비 어워드 : 최고의 코미디 연기상 (조니 뎁)
- 피플스 초이스 어워드 : 최우수 영화상
- 렘브란트 어워드
  - 최우수 해외 배우상 (조니 뎁)
  - 최우우수 해외 영화상
- 새턴 어워드 : 최우수 분장상
- 틴 초이스 어워드
  - 초이스 무비 액션/어드벤처부분 남자배우상 (조니 뎁)
  - 초이스 무비 액션/어드벤처부분 여자배우상 (키이라 나이틀리)
  - 초이스 무비 액션/어드벤처상
  - 초이스 무비 결투상 (올랜도 블룸 외 2명)
  - 초이스 무비 악당상 (빌 나이)
- 미국 시각효과협회 어워드
  - 라이브 액션 영화부분 뛰어난 애니메이션 캐릭터상
  - 라이브 액션 영화부분 뛰어난 제작환경상
- 일본 마이니치 어워드 : 최우수 해외 영화상
- 일본 닛칸 스포츠 영화 어워드 : 최우수 해외 영화상